# Kraven: Thợ săn thủ lĩnh
Kraven: Thợ săn thủ lĩnh (tên tiếng Anh: Kraven the Hunter) là bộ phim siêu anh hùng của Hoa Kỳ dựa trên nhân vật cùng tên của Marvel Comics, được sản xuất bởi hãng phim Columbia Pictures với sự kết hợp của Marvel. Sony Pictures Releasing sẽ đảm nhận vai trò nhà phát hành của phim và là phần phim thứ tư trong Vũ trụ Người Nhện của Sony (SSU - Sony's Spider-Man Universe). Phim sẽ được đạo diễn bởi J. C. Chandor với kịch bản được chấp bút bởi Art Marcum & Matt Holloway và Richard Wenk, nam diễn viên Aaron Taylor-Johnson sẽ thủ vai nhân vật tiêu đề của phim bên cạnh Ariana DeBose và Fred Hechinger.
Nhân vật Kraven the Hunter đã được cân nhắc xuất hiện nhiều lần trong các bộ phim trước khi Sony quyết định sản xuất bộ phim độc lập cho nhân vật này như một phần trong vũ trụ điện ảnh mới của họ vào năm 2017. Wenk được thuê để viết kịch bản cho phim vào năm 2018 và sau đó, Marcum và Holloway là hai cái tên tiếp tục tham gia vào khâu kịch bản của phim. Tháng 8, 2020, Chandor tham gia đàm phán để ngồi vào vị trí đạo diễn của phim và được chính thức xác nhận vào tháng 5, 2021 khi Taylor-Johnson tham gia vào dàn diễn viên chính của phim. Quá trình tuyển diễn viên của phim được bắt đầu vào đầu năm 2022, trước khi công đoạn quay phim bắt đầu vào cuối tháng 3 tại Luân Đôn, Anh và kết thúc vào giữa tháng 6. Địa điểm quay của phim là Iceland và được dự kiến đồng thời tại Glasgow.
Kraven the Hunter được dự kiến sẽ công chiếu tại Mỹ vào ngày 13 tháng 12 năm 2024.

## Diễn viên
- Aaron Taylor-Johnson thủ vai Sergei Kravinoff / Kraven: Một thợ săn thú lớn.[1][2] Taylor-Johnson đã miêu tả rằng nhân vật của anh giống như một nhà bảo tồn,[3] một "hộ vệ của thế giới tự nhiên" và là một "kẻ yêu động vật".[4]
- Ariana DeBose thủ vai Calypso: Một nữ tư tế voodoo và là người yêu lí tưởng của Kraven.[5][6]
- Fred Hechinger as Dmitri Smerdyakov / Chameleon: Người anh trai cùng cha khác mẹ của Kraven, kẻ mà là bậc thầy của việc ngụy trang.[7][8]

Ngoài ra, phim còn có sự tham gia của Christopher Abbott và Alessandro Nivola trong vai các phản diện của phim, bên cạnh đó là Russell Crowe and Levi Miller trong các vai diễn chưa được tiết lộ.

## Quảng bá
Sony đã ra mắt những cảnh quay đầu tiên của phim trong "show reel - cuộn phim trình chiếu" về các bộ phim sắp ra mắt của hãng tại CinemaCon vào tháng 4 năm 2022.

## Phát hành
Kraven the Hunter được dự kiến sẽ công chiếu tại các rạp chiếu ở Hoa Kỳ vào ngày 6 tháng 10, 2023 với định dạng IMAX. Trước đó, ngày ra mắt của phim được dự kiến là vào ngày 13 tháng 1, 2023.
Vào tháng 12 năm 2022, Sony đã ký một thỏa thuận dài hạn với dịch vụ phát trực tuyến Crave có trụ sở tại Canada cho các bộ phim của họ bắt đầu từ tháng 4 năm 2023, sau sự phát hành tại các rạp chiếu cũng như các phương tiện cửa sổ truyền thông. Crave đã ký quyền phát trực tuyến "trả tiền một lần", bao gồm Kraven the Hunter.

## Tương lai
Nam diễn viên Aaron Taylor-Johnson đã ký hợp đồng để tiếp tục thủ vai diễn Kraven trong nhiều bộ phim.